# Betty Missiego
Betty Missiego (eigentlich: Beatriz Teresa Missiego Campos; * 16. Januar 1938 in Lima, Peru) ist eine spanische Schlagersängerin peruanischer Herkunft.

## Leben und Wirken
In ihrem Heimatland Peru war Betty Missiego eine bekannte Fernseh-Moderatorin. Sie beschloss 1969 eine Gesangskarriere in Spanien zu starten. 1972 erhielt sie die doppelte Staatsbürgerschaft. In jenem Jahr vertrat sie Peru beim ersten OTI Festival in Madrid. Sie wurde ausgewählt, Spanien beim Eurovision Song Contest 1979 in Jerusalem zu vertreten. Mit dem Schlager Su canción, unterstützt von dem vierköpfigen Kinderchor Caramelos, erreichte sie den zweiten Platz.

## Diskografie
Alben
- 1971: La cita
- 1973: Vengo de allí
- 1976: Rosas y azahar
- 1975: La Infinita
- 1977: Ella es sensibilidad
- 1977: Betty Missiego
- 1979: Su canción
- 1979: La Cita
- 1980: Tan sólo una mujer
- 1980: Mi tierra
- 1980: Y serás mujer
- 1983: De mi para ti
- 1985: Lo mejor de Betty Missiego
- 1989: Yo quiero a un hombre andaluz
- 1991: Inolvidable
- 1993: De oro
- 1999: In black